# Drake Callender
Drake Steven Callender (Sacramento, 7 de outubro de 1997) é um futebolista norte-americano que atua como goleiro. Atualmente joga no Charlotte FC.

## Carreira em clubes
Entre 2010 e 2013, jogou nas categorias de base do Cap FC United e do Placer United, além de ter feito parte da academia de juniores do San José Earthquakes por 3 anos (2013 a 2016). Estreou no futebol universitário vestindo a camisa do California Golden Bears, onde atuou 54 vezes em 4 temporadas, e chegou a integrar o elenco profissional do San Francisco Glens, equipe da USL League Two, mas não entrou em campo na temporada 2019. 
Em novembro do mesmo ano, o Inter Miami adquiriu os direitos do goleiro que pertenciam ao Earthquakes em troca da 27ª escolha do Draft da MLS de 2020, juntando-se ao elenco antes da estreia oficial da equipe na Major League Soccer. A estreia de Callender como atleta profissional foi no Fort Lauderdale CF (equipe reserva), assumindo a titularidade no gol do Inter Miami a partir da temporada 2022, tendo feito parte do elenco campeão da Copa das Ligas de 2023, onde foi eleito o melhor goleiro da competição e também o melhor jogador da final.
Após 3 temporadas como titular do Inter Miami, o goleiro perdeu a posição para Oscar Ustari, passando a ser reserva imediato do argentino. Sua estreia na temporada 2025 foi contra o Philadelphia Union, substituindo Ustari na vitória por 2 a 1.

## Carreira internacional
Fez parte do elenco campeão da Liga das Nações da CONCACAF A de 2022–23 e 2023–24, como goleiro reserva, não sendo convocado para a disputa da Copa Ouro da CONCACAF de 2023. Em agosto do mesmo ano, Callender ainda foi lembrado por Gregg Berhalter para os amistosos contra Uzbequistão e Omã, porém não foi utilizado.

## Estatísticas
- Atualizado até 27 de abril de 2025.

| Clube                           | Temporada | Campeonato     | Campeonato | Campeonato | Copa Nacional | Copa Nacional | Copa da Liga | Copa da Liga | Continental | Continental | Outros   | Outros | Total    | Total |
| Clube                           | Temporada | Divisão        | Partidas   | Gols       | Partidas      | Gols          | Partidas     | Gols         | Partidas    | Gols        | Partidas | Gols   | Partidas | Gols  |
| ------------------------------- | --------- | -------------- | ---------- | ---------- | ------------- | ------------- | ------------ | ------------ | ----------- | ----------- | -------- | ------ | -------- | ----- |
| Inter Miami                     | 2020      | MLS            | —          | —          | —             | —             | —            | —            | —           | —           | —        | —      | —        | —     |
| Inter Miami                     | 2021      | MLS            | 0          | 0          | —             | —             | —            | —            | —           | —           | —        | —      | 0        | 0     |
| Inter Miami                     | 2022      | MLS            | 24         | 0          | 1             | 0             | 3            | 0            | —           | —           | —        | —      | 28       | 0     |
| Inter Miami                     | 2023      | MLS            | 33         | 0          | —             | —             | 5            | 0            | —           | —           | 7        | 0      | 45       | 0     |
| Inter Miami                     | 2024      | MLS            | 32         | 0          | 3             | 0             | —            | —            | 4           | 0           | 3        | 0      | 42       | 0     |
| Inter Miami                     | 2025      | MLS            | 3          | 0          | 0             | 0             | —            | —            | 0           | 0           | 0        | 0      | 3        | 0     |
| Inter Miami                     | Total     | Total          | 93         | 0          | 4             | 0             | 8            | 0            | 4           | 0           | 10       | 0      | 118      | 0     |
| Fort Lauderdale CF (empréstimo) | 2021      | USL League One | 17         | 0          | —             | —             | —            | —            | —           | —           | —        | —      | 17       | 0     |
| Total                           | Total     | Total          | 109        | 0          | 4             | 0             | 8            | 0            | 4           | 0           | 10       | 0      | 135      | 0     |

1. 1 2  Jogos pela Leagues Cup
2. ↑  Jogos pela Copa dos Campeões da CONCACAF.

## Títulos
Inter Miami
- Copa das Ligas: 2023[12]
- MLS Supporters' Shield: 2024[13]

Seleção Norte-Americana
- Liga das Nações da CONCACAF: 2022–23[14] e 2023–24[15]

### Individuais
- Melhor goleiro da Copa das Ligas: 2023[9]